# Manducus
Manducus és un gènere de peixos pertanyent a la família dels gonostomàtids.

## Taxonomia
- Manducus greyae (Johnson, 1970)[2]
- Manducus maderensis (Johnson, 1890)[3][4][5][6][7][8]